# ピューラモスとティスベー

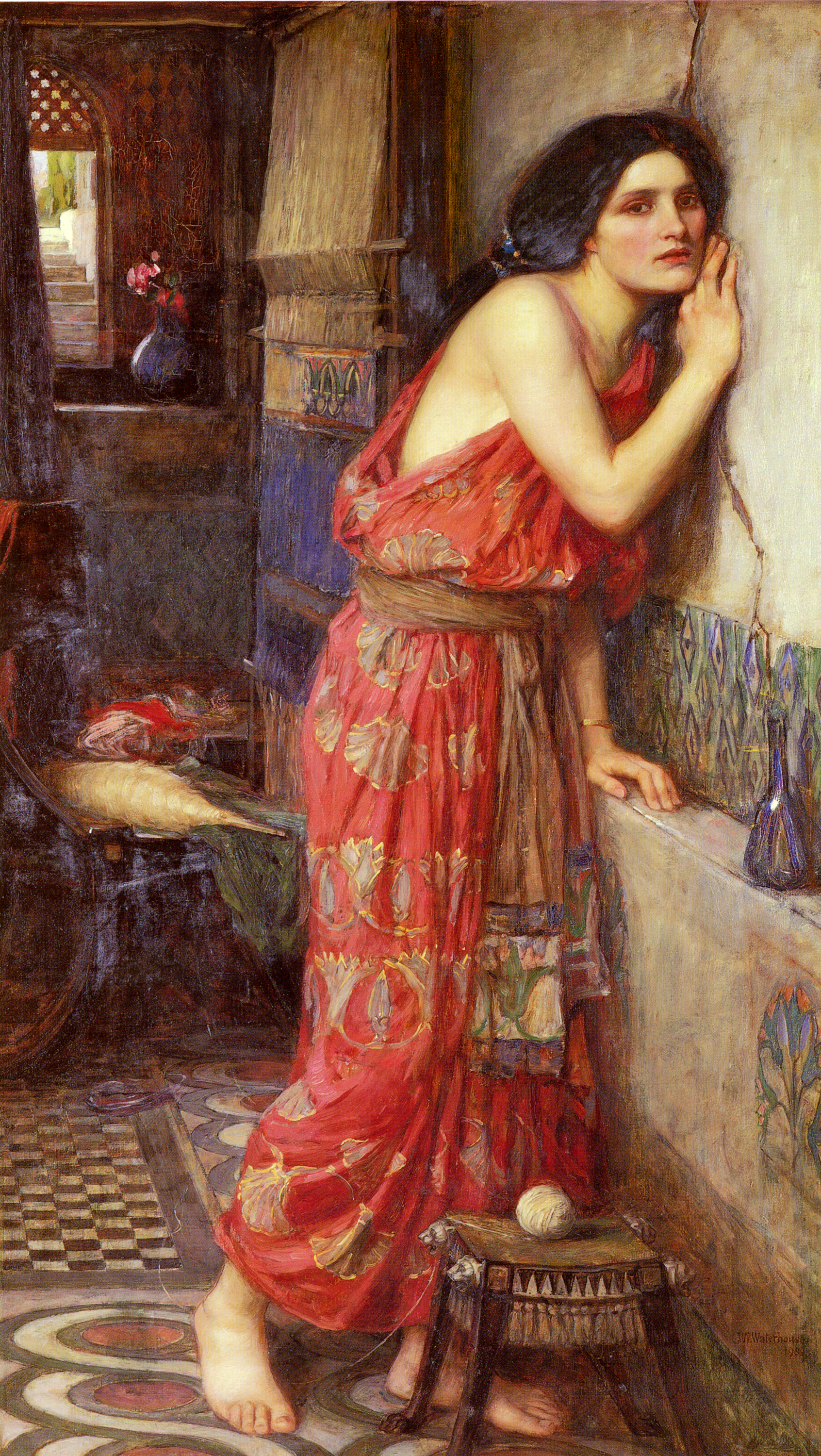
ジョン・ウィリアム・ウォーターハウスの1909年の絵画『ティスベ』。個人蔵。

ピューラモスとティスベー（古希: Πύραμος καὶ Θίσβη, 羅: Pyramus et Thisbē）は、ギリシア神話およびローマ神話の人物である。長母音を省略してピュラモスとティスベとも表記される。2人の物語はオウィディウスの『変身物語』に収録されており、シェイクスピアの戯曲『ロミオとジュリエット』のモチーフになったことでも知られている。

## 物語
昔、バビュローンの街にピューラモスという美青年とティスベーという美少女がいた。二人は同じ家屋の壁一枚で仕切られた隣同士に住んでおり、いつのまにか互いに深く恋い慕うようになっていた。
しかし、二人の親同士は互いに折り合いが悪く、どちらもこの恋には反対しており、二人が顔を合わせることすら許さなかった。そのため二人には、厚い壁に一か所だけ空いた小さな隙間を通して毎夜密かに愛をささやく他にできることが無かったが、思慕の情はますます募るばかりだった。
そしてとうとう二人は、この恋が許されるものでないなら、いっそのこと二人で駆け落ちして、どこか遠い所で一緒に暮らしていこう、と決意するに至った。そこでひとまず、バビュローンの街のはずれにニノス（古希: Νίνος 、ニネヴェの伝説的建設者）の墓所で落ち合おうと約束した。
さて、約束の晩、ティスベーは親たちが寝静まるのを待ってそっと家から抜け出し、待ち合わせ場所に向かったが、着いてみるとピュラモスはまだ来ていなかった。小さな泉のほとりにある、白い実をつける桑の木の下でしばらく待っていると、突然、闇の中から猛獣のうなり声が聞こえてきた。ティスベーは慌ててその場から逃げ出したが、その際に頭にかぶっていたベールを落としてしまった。
姿を現したのは、口元を血で染めた一頭のライオン。どこかで家畜を殺して食べ終えた直後らしく、喉を潤すために泉へ来たようだ。ライオンは泉の水で人心地ついた後、落ちていた布切れを見つけてしばらくじゃれついていたが、やがて飽きたのか去って行った。
その後、ピューラモスが遅れて待ち合わせ場所にやって来ると、そこにティスベーの姿は無く、あるのはライオンの足跡と血で汚れ引き裂かれたベールだった。彼は恋人がライオンに食べられたものと勘違いし、絶望のあまり身に携えていた短剣で喉元を突いて（あるいは地面に立てた剣の刃の上に身を投げ出して）自殺してしまった。
その直後、もう大丈夫だろうと思って元の場所に戻って来たティスベーは、自分のベールを握りしめて息絶えている、ピューラモスの変わり果てた姿を見つけた。彼女は暫し瞑目した後、まだ温もりが残る刃を同じように自らの胸に当て、愛しい人の亡骸と折り重なるようにしてその後を追った。
翌日になって、事の次第を全て知った両家の親たちは深く嘆き悲しみ、両家の争いが原因で悲惨な死を迎えた二人への償いとして、二人を同じ墓に埋めてやった（冥婚）。それ以来、この悲恋の結末を見届けた桑の木は、飛び散り流れ出した二人の血で染まったような赤黒い実をつけるようになり、恋人たちの深い悲しみと永遠の愛を今に伝えているという。故に桑の木は「ピューラモスの木」（羅: Pyramea arbor）とも呼ばれている。

## ギャラリー

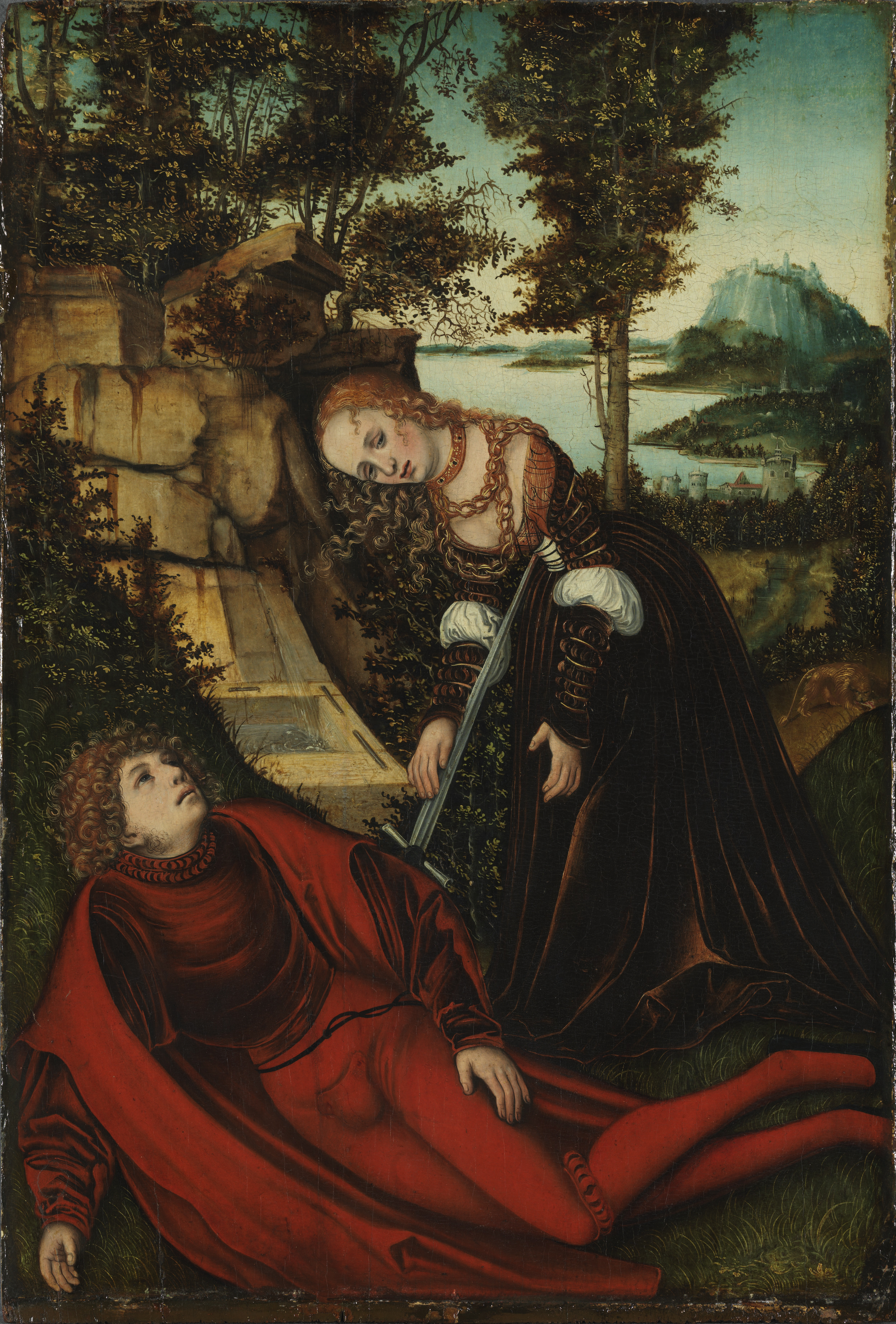
ルーカス・クラナッハ 『ピュラモスとティスベ』1515年から1520年 バンベルク新宮殿（ドイツ語版）所蔵
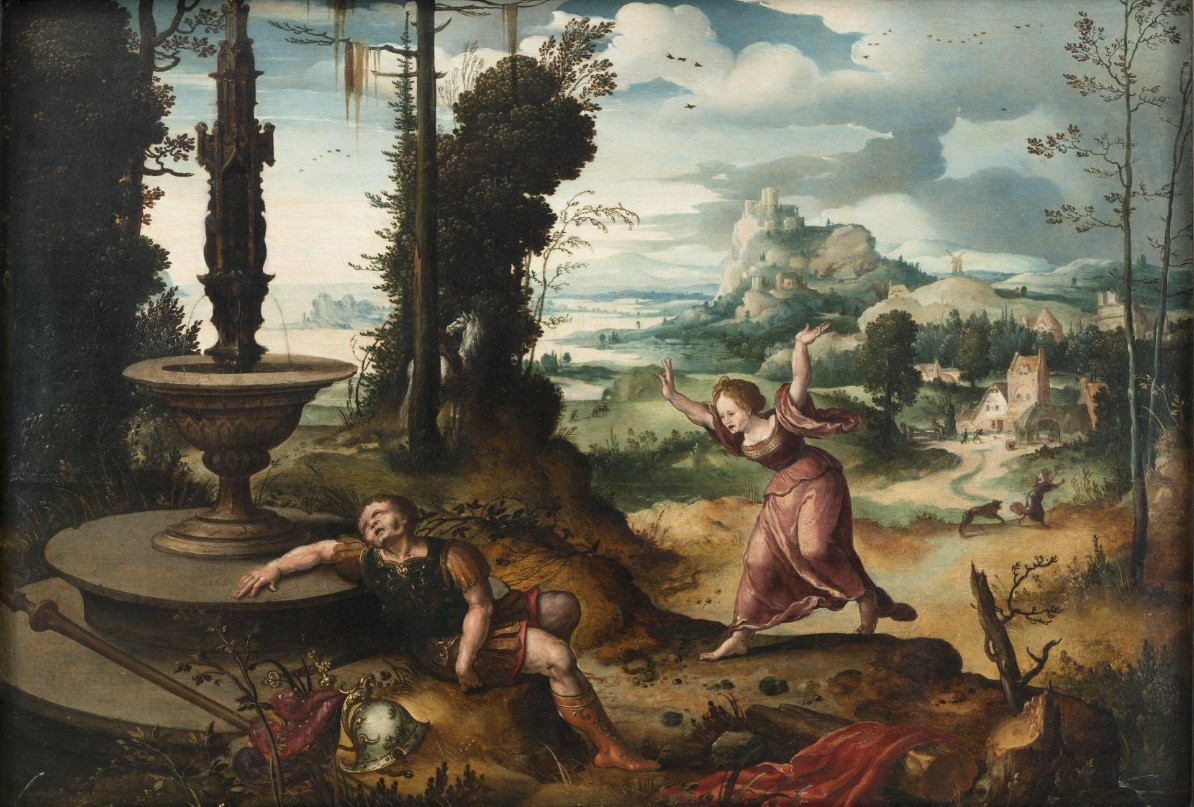
ルーカス・ガッセル（英語版）『ピュラモスとティスベ』1540年から1550年 ヘルモンド博物館（オランダ語版）所蔵
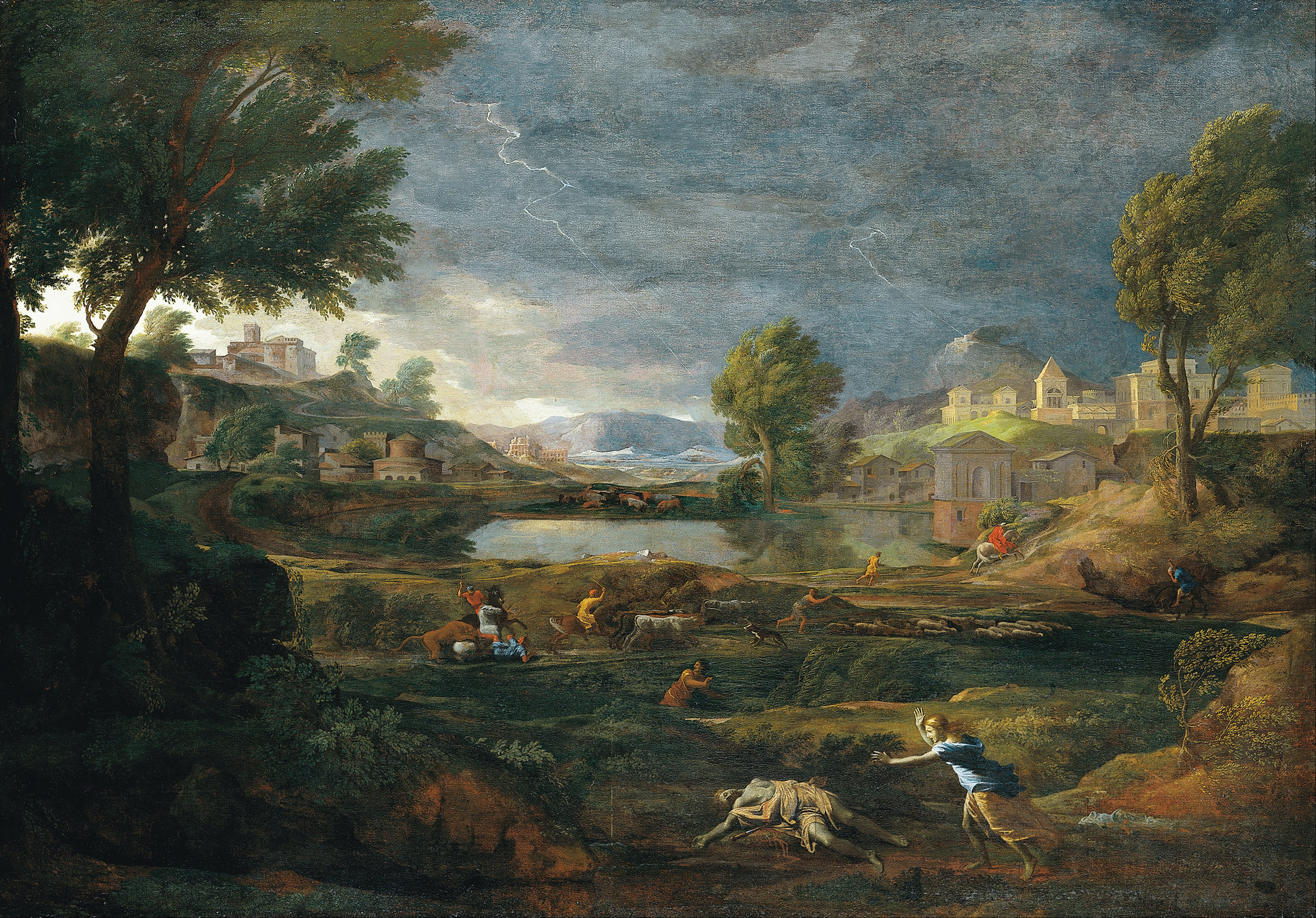
ニコラ・プッサン『ピュラモスとティスベ』1651年 シュテーデル美術館所蔵
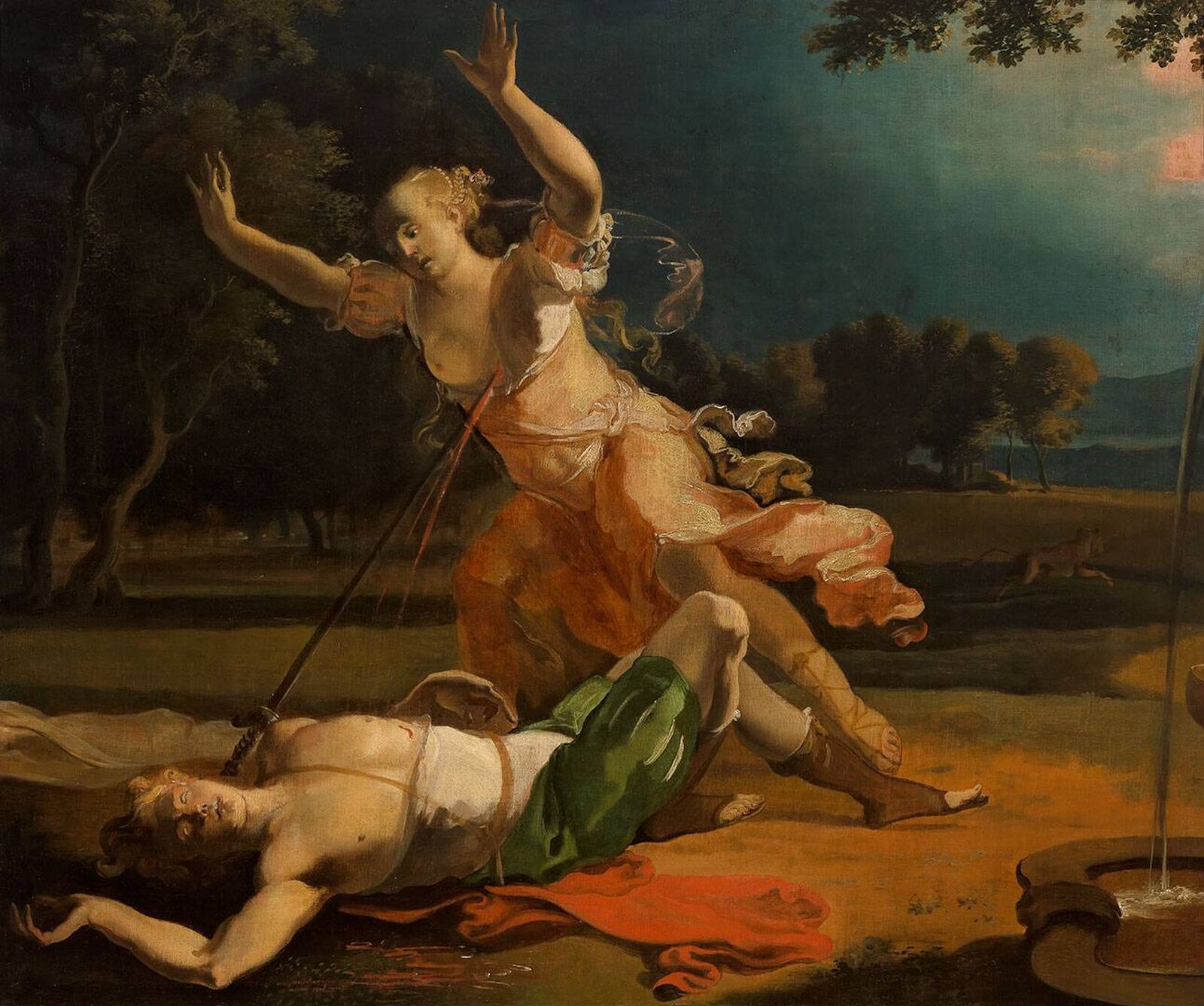
アブラハム・ホンディウス（英語版）『ピュラモスとティスベ』1660年から1675年 ボイマンス・ヴァン・ベーニンゲン美術館所蔵